# Strongylocoris oberthuri
Espèce
Strongylocoris oberthuri est une espèce d'insecte hémiptère de la famille des Miridae endémique du massif du Canigou, dans l'Est des Pyrénées.

## Histoire
Cette espèce a pour la première fois été décrite par Reuter en 1905. Il pense reconnaître une sous-espèce de Strongylocoris obscuri. En hommage à M. Oberthur qui a fourni les trois spécimens lui permettant de travailler, il nomme cette sous-espèce Strongylocoris obscuri oberthuri. M. Oberthur avait trouvé ces spécimens près de Vernet-les-Bains.
En 1956, Édouard Wagner, à partir des spécimens étudiés par Reuter et de six autres, découverts également près de Vernet-les-Bains, mais aussi au col de Jou (limite des communes de Casteil et Sahorre) en 1956, propose de reconnaître une espèce à part entière.
Avant 1956, aucun autre spécimen de l'espèce n'est connu par les zoologistes.